# Batata vada

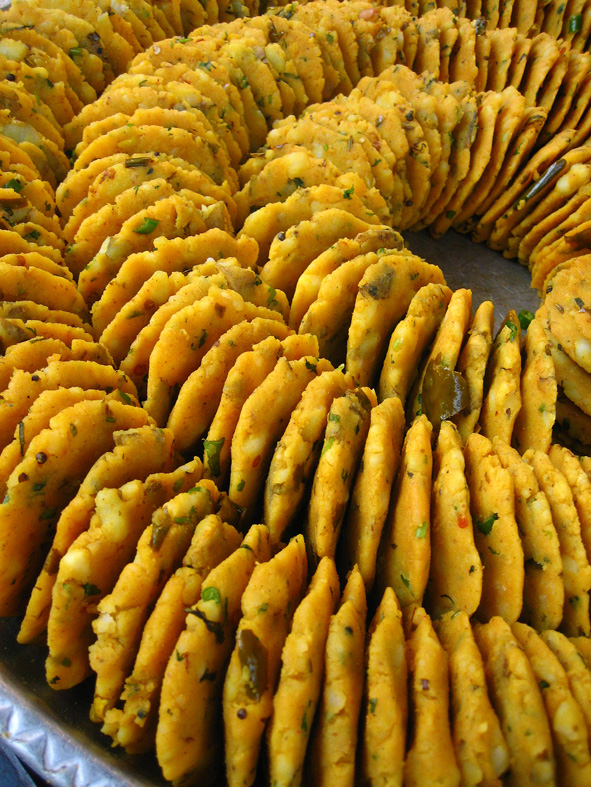
Batata vada.

Les batata vada, expression qui signifie littéralement « beignets de pommes de terre », sont une spécialité de la cuisine de rue très populaire en Inde, dans la région de Maharashtra. Le terme batata pourrait provenir des colonies portugaises établies le long de la côte occidentale de l'Inde au cours des XVIe et XVIIe siècles. Le terme vada désigne une sphère d'environ 5 à 8 cm de diamètre.
Il s'agit de boulettes de purée de pommes de terre recouvertes de farine de pois chiches et aplaties en forme de disques d'environ 7 cm de diamètre, frites et servies chaudes, assaisonnées de chutney.
Originaires de Maharashtra, les batata vada se sont largement diffusés dans le reste de l'Inde.

## Préparation
La purée de pommes de terre et la pâte qui l'enveloppe sont les deux seuls ingrédients des batata vada.
Les pommes de terre sont bouillies puis écrasées grossièrement et réservées. On fait revenir à la poêle, dans de l'huile végétale, divers ingrédients tels que de l'asa foetida, des graines de moutarde, des piments rouges, des oignons, des feuilles de curry  pendant quelques minutes jusqu'à ce que les oignons deviennent translucides. Ensuite, on ajoute de la pâte de gingembre et d'ail, du curcuma et du sel qui sont cuits quelques secondes. Les pommes de terre écrasées sont ensuite ajoutées à ce mélange qui est remis à cuire encore quelques minutes.
Une pâte épaisse est préparée avec de la farine de pois chiches et assaisonnée de sel, de curcuma et de poudre de piments rouges. Parfois, du bicarbonate de soude est ajouté en petite quantité pour rendre la pâte plus moelleuse. Pour faire les beignets, on forme des boulettes du mélange de pommes de terre qu'on enveloppe avec la pâte et que l'on fait frire dans une huile végétale chaude.

## Consommation
Les batata vada sont généralement servis très chauds, avec des piments verts et des chutneys de diverses sortes. La manière la plus courante de les manger est encore sous la forme de vada pav, c'est-à-dire sous forme de sandwiches (pav désignant une sorte de pain).